# Entephria contrastata
Entephria contrastata är en fjärilsart som beskrevs av Karl Schawerda 1919. Entephria contrastata ingår i släktet Entephria och familjen mätare. Inga underarter finns listade i Catalogue of Life.